# Paul Armand Girardet

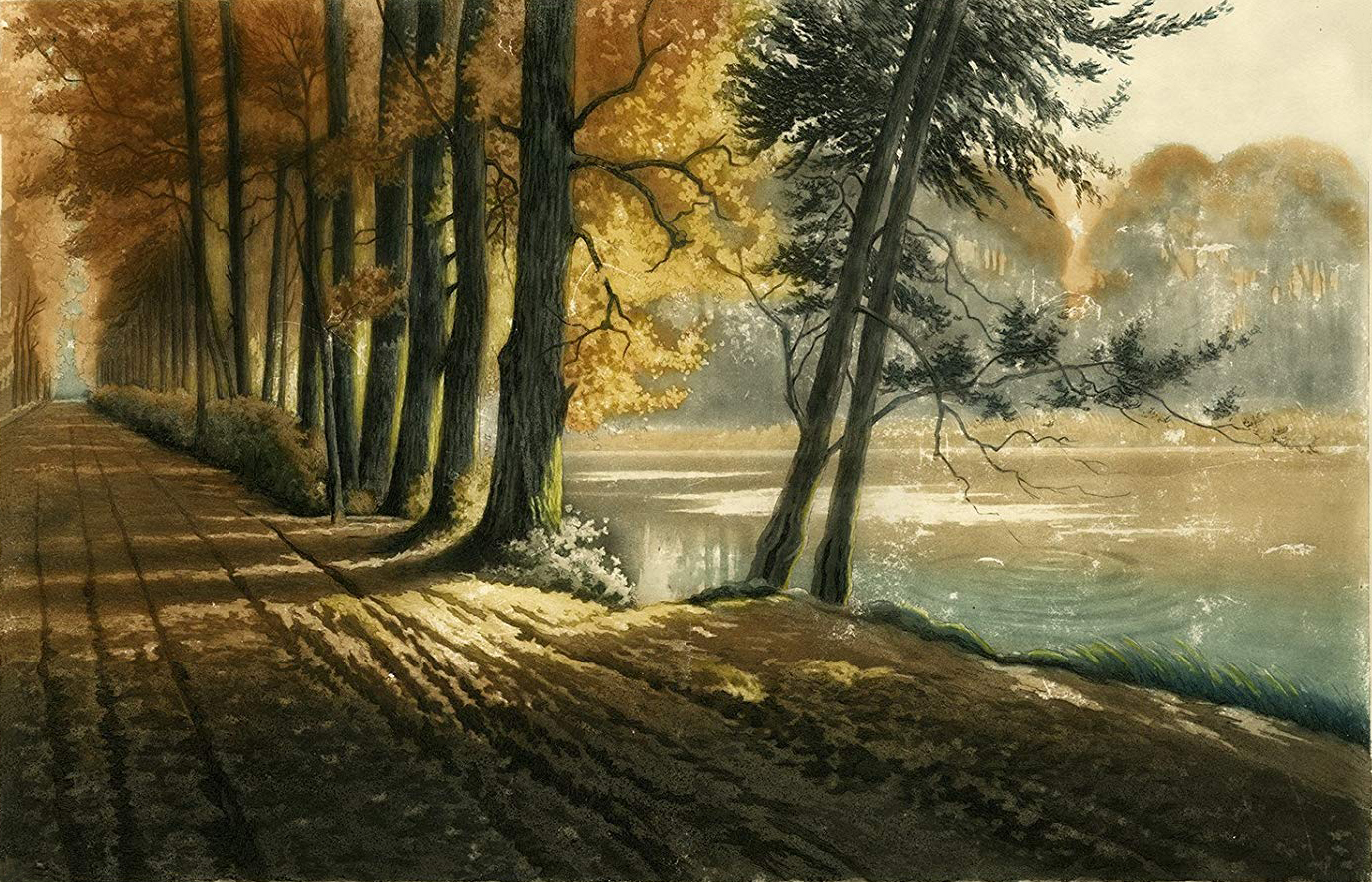
Ein sonniger Oktobertag, 1910

Paul Armand Girardet (* 22. Mai 1859 in Versailles; † 1915) war ein französischer Holzschneider und Maler.
Paul Armand Girardet entstammte einer Schweizer Hugenottenfamilie von Kupferstechern und Malern. Sein Vater, Paul Girardet war Kupferstecher. Seine Brüder Jules, Eugène, Léon und Théodore sowie seine Schwester Julia Antonine wurden ebenfalls Kupferstecher oder Maler.
Seine Ausbildung in den graphischen Techniken erhielt er bei seinem Vater und bei dem Holzschneider und Illustrator Auguste Trichon. Er studierte Malerei an der École des Beaux-Arts in Paris bei Alexandre Cabanel. Er lebte in Neuilly-sur-Seine und stellte seine Werke ab 1898 auf dem Salon der  Société des Artistes Français aus.
Er war spezialisiert auf den Farbholzschnitt und fertigte vor allem Ansichten französischer Landschaften und Schlösser, häufig von Schloss Versailles. Zudem malte er Genreszenen und Landschaften.
1893 heiratete er die Bildhauerin Berthe Imer (1861–1948).